# Robert B. Neller

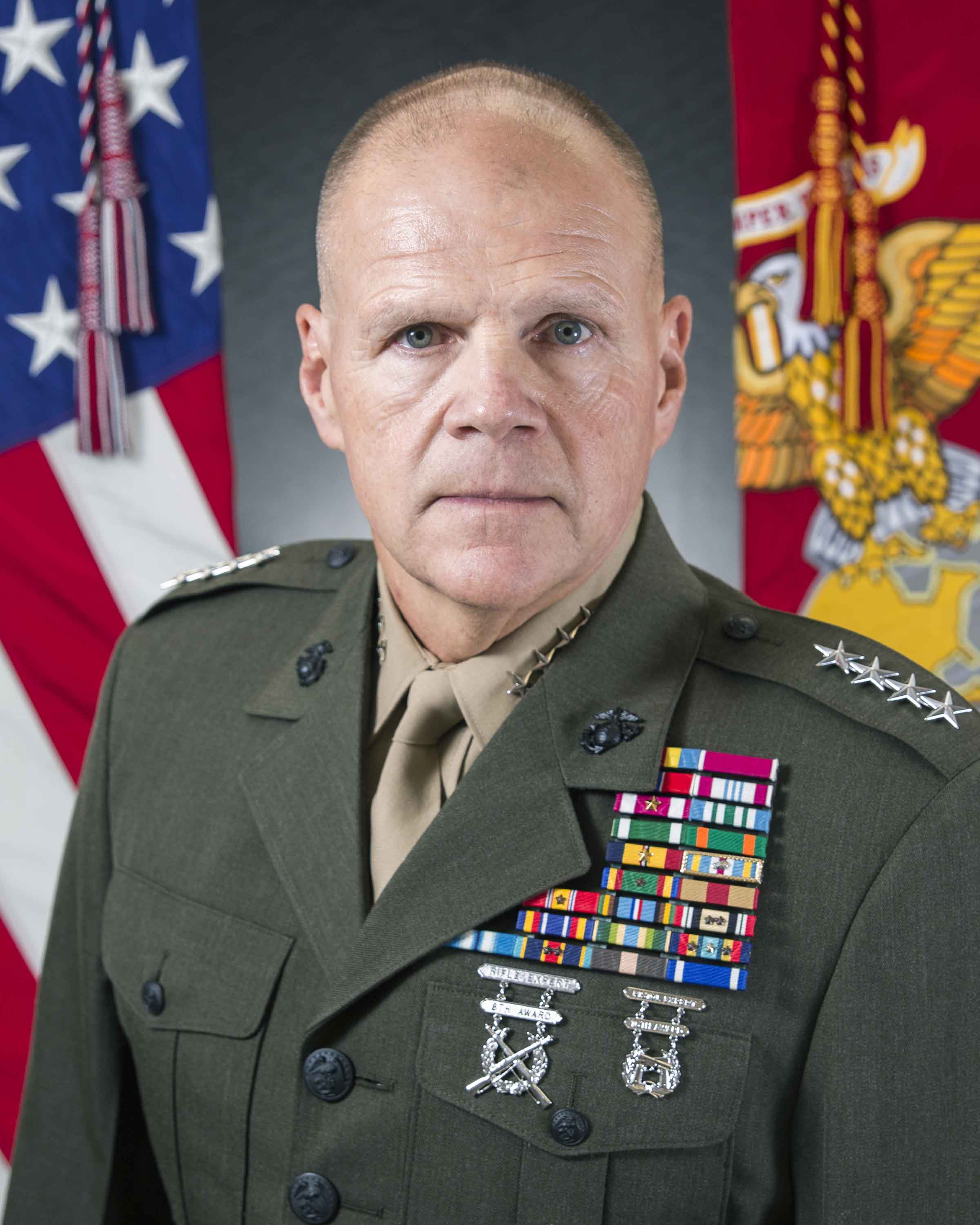
Robert Neller (2015)

Robert Blake Neller (* 9. Februar 1953 in East Lansing, Michigan) ist ein pensionierter General des United States Marine Corps (USMC) und war von 24. September 2015 bis 11. Juli 2019 dessen Kommandant (engl. Commandant of the Marine Corps, kurz CMC).

## Ausbildung und Karriere
Nellers Ausbildung umfasst einen Bachelor in History and Speech Communication von der University of Virginia und einen Masterabschluss in Human Resource Management von der Pepperdine University, außerdem Fortbildungen und Lehrgänge an einschlägigen Einrichtungen wie dem NATO Defense College.

### Dienst im Generalsrang
An der 2003 begonnenen Operation Iraqi Freedom während des Irakkriegs war Neller als stellvertretender Kommandierender General der I. Marine Expeditionary Force beteiligt. Es folgten Verwendungen im Supreme Headquarters Allied Powers Europe der NATO im belgischen Mons, als Präsident der Marine Corps University auf der Marine Corps Base Quantico (2009/10) und als Director of Operations (J-3) im Vereinigten Generalstab der US-Streitkräfte. Zuletzt diente er von Juli 2014 bis September 2015 als Befehlshaber der Marine Corps Forces Central im US Central Command, einem teilstreitkraftübergreifenden Regionalkommando der US-Streitkräfte.
Am 16. Juli 2015 gab das US-Verteidigungsministerium die Nominierung Nellers als neuer Kommandant des Marine Corps bekannt. Vom Senat bestätigt übernahm Neller das Kommando dann am 24. September von Joseph Dunford, der seinerseits die Position als Vorsitzender des Vereinigten Generalstabs antrat, seine Beförderung zum General erfolgte im Rahmen der Kommandoübergabe.
Neller war der 37. Kommandant des Marine Corps seit dessen Aufstellung im Jahr 1775. Sein Nachfolger ist David H. Berger.
Seit 2021 gehört er einer Kommission des Verteidigungsministeriums an, welche die Umbenennung von Einrichtungen der US-amerikanischen Streitkräfte vorbereiten soll, die noch die Namen von Soldaten der Konföderierten Staaten von Amerika tragen. Sie soll bis Oktober 2022 einen Bericht hierzu vorlegen.

### Auszeichnungen
Auswahl der Dekorationen, sortiert in Anlehnung an die Order of Precedence of Military Awards:
- Defense Distinguished Service Medal
- Legion of Merit
- Bronze Star
- Defense Meritorious Service Medal
- Meritorious Service Medal mit goldenem Stern
- Navy & Marine Corps Commendation Medal
- Navy & Marine Corps Achievement Medal
- National Defense Service Medal
- Iraq Campaign Medal mit zwei Service Stars
- Global War on Terrorism Service Medal

Des Weiteren wurde ihm 2019 der große Orden der Aufgehenden Sonne am Band verliehen.